# Аниково (Московская область)

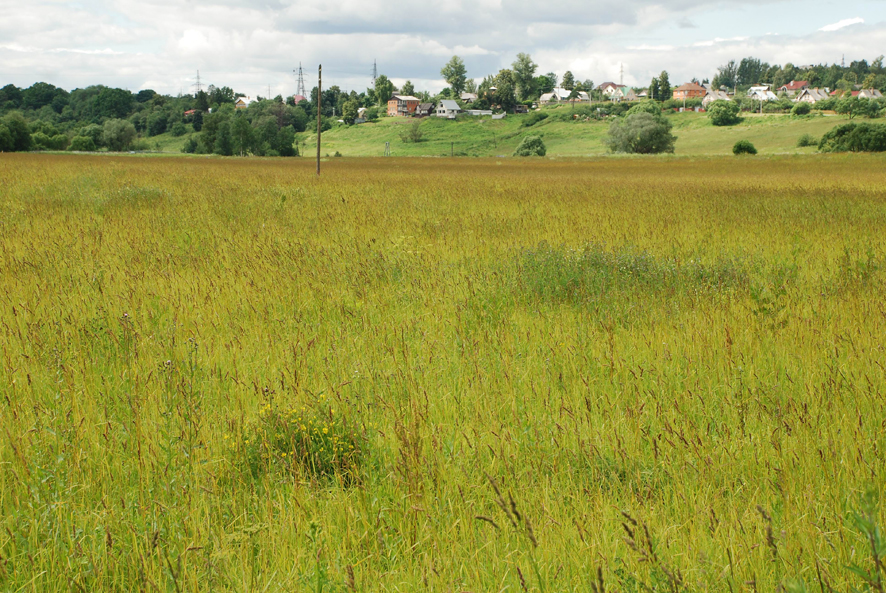
Поле у деревни Аниково

Аниково — деревня в Одинцовском районе Московской области России. Входит в сельское поселение Никольское. Население 57 человек на 2006 год, при деревне числится комплекс отдыха Мирный. До 2006 года Аниково входило в состав Волковского сельского округа.
Деревня расположена на юго-западе района, в 10 км к юго-западу от Звенигорода, на правому берегу Москва-реки, высота центра над уровнем моря 143 м.
Впервые в исторических документах деревня встречается в государевой грамоте 1620 года, как вотчина Богдана Игнатьевича Маркова, с 5 крестьянскими и бобыльскими дворами. По данным 1786 года здесь было 48 ревизских душ. В 1793 году имение Аниково приобрёл художник Фёдор Рокотов.
По Экономическим примечаниям 1800 года в деревне было 9 дворов, 49 мужчин, 51 женщина и деревянный господский дом со службами. На 1852 год в сельце Аниково числилось 14 дворов, 48 душ мужского пола и 44 — женского, в 1890 году — 111 человек и усадьба Лопатиной (в советское время на её месте был устроен пионерлагерь «Мирный»).
По Всесоюзной переписи 17 декабря 1926 года числилось 18 хозяйств и 94 жителя, по переписи 1989 года — 33 хозяйства и 287 жителей.